# Вайтерсфельден
Вайтерсфельден (нем. Weitersfelden) — коммуна (Gemeinde) в Австрии, в федеральной земле Верхняя Австрия.
Входит в состав округа Фрайштадт. Население составляет 1112 человек (на 31 декабря 2005 года). Занимает площадь 44 км². Официальный код — 40625.

## Политическая ситуация
Бургомистр коммуны — Йозеф Митманнсгрубер (АНП) по результатам выборов 2003 года.
Совет представителей коммуны (нем. Gemeinderat) состоит из 19 мест.
- АНП занимает 13 мест.
- СДПА занимает 6 мест.